# 佐藤堅忠
佐藤 堅忠（さとう かたただ）は、戦国時代から江戸時代前期にかけての武将、旗本。諱は堅成とも。通称は勘右衛門。官位は従五位下、駿河守。伊深佐藤氏の祖。

## 生涯
同じ佐藤一族である加治田城主の佐藤忠能と共に行動した。堂洞合戦、関・加治田合戦の後、織田信長の要請を受けて佐藤忠能の養子となり、斎藤利治が城主になるとその同族として行動した。
利治が本能寺の変で主君の信長・織田信忠親子と共に討死した後は、美濃斎藤氏の斎藤利堯に仕えた。加治田・兼山合戦に従軍して斎藤氏は森氏に勝利するもしばらくの後に利堯が病没した。斎藤氏は後継者を決めておらず、敵対勢力の森氏によって斎藤氏の領地が吸収され、佐藤氏も森氏の支配下となった。
堅忠は兼山村一柳に寓居していたが、森忠政の推挙により豊臣秀吉に仕官した。天正13年（1585年）金切裂指物使番となり、文禄3年（1594年）伏見城の普請奉行を務めた。秀吉の没後は、徳川家康に転仕した。
家康の会津征伐に従い、地元美濃での関ヶ原の戦いにも従軍した。慶長10年（1605年）徳川秀忠の将軍宣下拝賀上洛に供奉し、慶長12年（1607年）には駿府城築城の普請奉行なども務めた。慶長17年（1612年）65歳で死去。戒名、冬林宗雪居士（後年に元亨院殿と追贈）。

## 人物
- 普請奉行を歴任したため、普請技術に長けていたと推測される。

## 逸話
- 加治田城主に仕えていた時は、湯浅新六の下で大島光政と共に従軍していた。
- 加治田・兼山合戦の前哨戦において、湯浅新六・大島光政・井戸宇右衛門とともに五十余騎で毛利山城に伏兵を配備した。混乱となった森勢は多くの死傷者を出したと伝わる。激戦地は現在の三つ池付近であり、傷を負った森勢が逃走したために「這坂」の地名がついたとされる。

## 子孫
- 子の継成は江戸幕府旗本となり、家は明治維新まで続いた。
- 佐藤忠能の三女は佐藤駿河守に嫁ぎ、生まれた吉次は日光東照宮の造営奉行を勤めた。子孫は徳川旗本として続いた。

## 資料
- 供養碑に次のような銘文がある。「始祖堅忠公卒後閲年既久矣後世百方索其墓而未有克獲也今茲弘化丁未冬十二月追贈院號権設碑于海禅寺以奠香火致報本之意焉子孫當益刻心索其故墓而勿忘　十二世孫信禮謹識」